# Incidente de la isla de Hainan
El incidente de la isla de Hainan ocurrió el 1° de abril de 2001, cuando un avión de inteligencia de señales EP-3E ARIES II de la Armada de los Estados Unidos y un avión de combate J-8II de la Armada del Ejército Popular de Liberación (PLAN) chocaron en el aire, lo que resultó en una disputa internacional entre los Estados Unidos y China.
El EP-3 estadounidense estaba operando en el espacio aéreo chino a unos 110 km de la provincia china de Hainan, y a unos 160 km de la instalación militar china en las islas Paracel, cuando fue interceptado por dos aviones de combate J-8. Una colisión entre el EP-3 y uno de los J-8 provocó la muerte de un piloto chino (declarado muerto tras su desaparición), y el EP-3 se vio obligado a realizar un aterrizaje de emergencia en Hainan. Los 24 tripulantes fueron detenidos e interrogados por las autoridades chinas hasta que el gobierno de los Estados Unidos emitió una declaración sobre el incidente.
Dicha declaración es conocida como la "Carta de los dos disculpas" y fue entregada por el embajador de Estados Unidos en China, Joseph Prueher, al ministro de Relaciones Exteriores de China, Tang Jiaxuan, para calmar el incidente. La entrega de la carta supuso la liberación de la tripulación estadounidense de la custodia china, así como la eventual devolución de la aeronave desmontada. La carta decía que Estados Unidos estaba "muy apesadumbrado" por la muerte del piloto chino Wang Wei (王伟), y "lamentó" que la aeronave entrara en el espacio aéreo de China y que su aterrizaje no tuvo "autorización verbal". Estados Unidos declaró que "no era una carta de disculpa", como la caracterizaron en ese momento algunos medios de comunicación estatales chinos, sino "una expresión de pesar". China había pedido originalmente una disculpa, pero Estados Unidos explicó: "No hicimos nada malo y, por lo tanto, no fue posible disculparnos". La redacción exacta de este documento fue intencionalmente ambigua y permitió a ambos países salir bien librados mientras se desactivaba una situación potencialmente volátil entre estados regionales militarmente fuertes.
La tripulación del EP-3 fue liberada el 11 de abril de 2001 y regresó a su base en Whidbey Island (Washington) a través de Honolulu (Hawái). El piloto, el teniente Shane Osborn, recibió la Cruz de Vuelo Distinguido por su "heroísmo y logros extraordinarios" en vuelo. El piloto del J-8, el teniente Wang Wei, fue honrado póstumamente en China como "Guardián del Espacio Aéreo Territorial y las Aguas". Su viuda recibió una carta personal de condolencia del presidente estadounidense George W. Bush. El avión EP-3 desmontado fue liberado de la custodia china el 3 de julio de 2001 y fue devuelto a los Estados Unidos a través de la aerolínea rusa Polet en 2 Antonov An-124 Ruslans.